# Bulatnaya Bay
Die Bulatnaya Bay (englisch; russisch Бухта Булатная Buchta Bulatnaja, deutsch ‚Schwertförmige Bucht‘) ist eine Bucht an der Ingrid-Christensen-Küste des ostantarktischen Prinzessin-Elisabeth-Lands. In den Vestfoldbergen liegt sie auf der Nordseite der Langnes-Halbinsel.
Norwegische Kartografen kartierten sie 1946 anhand von Luftaufnahmen der Lars-Christensen-Expedition 1936/37. Weitere Luftaufnahmen entstanden bei der US-amerikanischen Operation Highjump (1946–1947), einer sowjetischen Antarktisexpedition im Jahr 1956 sowie bei Kampagnen der Australian National Antarctic Research Expeditions in den Jahren 1957 und 1958. Das Antarctic Names Committee of Australia übertrug 1973 die russische Benennung in einer Teilübersetzung ins Englische.